# Comtat de Frísia Occidental
El comtat de Frísia Occidental fou una jurisdicció feudal imperial a l'edat mitjana.
A l'alta edat mitjana tota la zona costanera entre el Sinkfal i el Weser era anomenada Frísia. La llei frisona (Lex Frisionum) del segle viii dividia els territoris ocupats pels frisons en tres parts, entre elles l'occidental situada entre el Sinkfal i el Vlie. Aquesta regió fou coneguda a la història com Frísia Occidental i estava dividida en deu pagi (comarques):
- Zelanda Marítima (Zelanda i els Vier Ambachten (trad.: els quatre Batlles)
- Masalant o Marsum (embocadura del Mosa)
- Huitingoe (entre el Mosa i el Merwede)
- Hollant (comtat d'Holanda), entre el Merwede i el Lek
- Lake i Isla, entre el Lek i l'IJssel
- Rinland, entre el Lek i el Rin
- Germepi, al Rin a l'oest d'Utrecht
- Instarlaka, a les dues ribes i a l'oest del Vecht
- Kinnem, la part sud d'Holanda del Nord
- Texla, inicialment l'illa de Texel i després incloent la part septentrional d'Holanda del Nord en el que als segles x i xi fou conegut com a comitatus Werterlingæ[1]

El nom de Frísia occidental (Occidentalis Fresia) només apareix el 1101, pràcticament al mateix temps que apareix també el nom d'Holanda; corresponia a una zona geografia més petita que la moderna Holanda. Els ducs de Saxònia es consideraven els senyors feudals, però no sembla que fossin gaire obeïts. El nom del comtat d'Holanda es va acabar imposant vers 1060-1070 a mesura que els comtes van anar imposar la seva autoritat a tota la regió.

## Comtes de Frísia (occidental)
- abans de 833-855: Gerulf I, comte vers el 839 al pagus Westrachi à l'est del Vlie.
- abans de 885-abans de 916: Gerulf II, comte vers 885 al Kennemerland, mort abans de 916, fill o net de l'anterior
- abans de 916-959: Teodoric I (o Dirk I), mort després del 939, probablement fill de Gerulf II.
- 959-988: Teodoric II (vers 930 † 988), net de l'anterior. El 25 d'agost del 985 va rebre de l'emperador Otó III totes les terres entre el riu Mosa i el Vlie.

casat amb Hildegarda de Flandes, filla d'Arnold I de Flandes, comte de Flandes.
- 988-993: Arnold  (vers 951 † 993), fill

casat el 980 amb Liutgarda, filla de Sigifred, comte de Luxemburg
- 993-1044: Teodoric III (980 † 1044), fill

casat amb Otelandis (993 † 1044), filla de Bernat I, marquès del Nordmarck
- 1044-1049: Teodoric IV († 1049), fill
- 1049-1061: Florenci I (Florent i Floris I) (1017 † 1061), germà

casat vers 1050 amb Gertruda de Saxònia, filla de Bernat II Billung, duc de Saxònia i d'Eilika de Schweinfurt. El 1063 Gertruda de Saxònia es va casar amb Robert I el Frisó que va governar el comtat durant la minoria del fill de Florenci, Teodoric V. El regent Robert fou comte de Flandes el 1071.
Vegeu: Comtat d'Holanda